# Parafia św. Stanisława w Balicach
Parafia św. Stanisława w Balicach – parafia rzymskokatolicka, znajdująca się w diecezji kieleckiej, w dekanacie buskim.